# Notturno op. 9 n. 2 (Chopin)
Il Notturno op. 9 n. 2 è una composizione per pianoforte di Fryderyk Chopin, datata fra il 1838 e il 1839
Non è facile precisare la data di composizione di questo Notturno, come del resto per gli altri due dell'op. 9, poiché l'autore non ha lasciato alcun manoscritto; fu probabilmente scritto fra il 1829 e il 1831 e pubblicato nel 1832. Il brano ebbe da subito un grande successo e Chopin dovette suonarlo di frequente; per dare l'impressione di "novità" ogni volta che lo eseguiva, aveva escogitato l'espediente di variare gli abbellimenti di cui il Notturno è molto ricco; esistono infatti quattordici diverse versioni, con l'ornamentazione modificata, di sicura attribuzione.
L'andamento sognante, il morbido appoggio del basso, la melodia ispirata e libera di vagare sono i segni distintivi del secondo notturno dell'op. 9. Un unico tema, esposto subito nelle prime quattro battute, tessendo lentamente la sua fine trama si articola in due frasi: una prima tenera e intimistica, una seconda più aperta e discorsiva. Basato sul principio dell'abbellimento, il notturno si sviluppa attraverso piccoli e impercettibili cambiamenti del materiale tematico iniziale per giungere quindi alla Coda finale con una breve cadenza che si spegne in un lieve arpeggio conclusivo.
La melodia, di stampo prettamente vocale, riporta al gusto belcantistico italiano, tanto che Chopin ricordava ai propri discepoli di rifarsi nell'interpretazione al modello della grande cantante lirica Giuditta Pasta e alla grande scuola di canto italiana.
Il Notturno in Mi bemolle maggiore è una delle composizioni più conosciute dell'autore polacco, al pari della Polacca in La bemolle maggiore o dello Studio in Do Minore che per la loro grande notorietà vengono più volte utilizzati e banalizzati in svariate occasioni, dal cinema alla musica leggera. Il brano non presenta grandi difficoltà tecniche e, come in molte altre composizioni di Chopin eseguite moltissime volte e spesso da mani inesperte, se non viene curata l'esecuzione da un punto di vista interpretativo, rischia di diventare insipido e perdere di espressività e purezza.